# Willem Putman
Willem Putman (ur. 7 czerwca 1900 w Waregem, zm. 3 września 1954 w Brugii) – dramaturg i powieściopisarz flamandzki.
Od 1922 do 1926 był urzędnikiem w Ministerstwie Sprawiedliwości. Potem do 1944 r. pracował jako inspektor bibliotek publicznych w Flandrii Zachodniej.
Zadebiutował w 1920 r. sztuką teatralną pt. Het oordeel van Olga, napisaną pod pseudonimem W. Hegeling. Jest autorem wielu sprawnie napisanych dramatów i komedii obyczajowych. Pisał także recenzje teatralne, publikowanych początkowo na łamach czasopisma 
Nieuwe Rotterdamsche Courant, później także wielu innych pism. 
Po zakończeniu II wojny światowej pisał głównie powieści popularne o tendencji chrześcijańskiej, które publikował pod pseudonimem Jean du Parc. 
W przekładzie na język polski ukazała się powieść Putmana De hemel boven het moeras (z 1951 r.) przełożona (z języka niemieckiego) przez Zygmunta Bruskiego jako Niebo nad moczarami, Warszawa 2002. Jest to opowieść o duchowej przemianie Aleksandra Serenelli, mordercy świętej Marii Goretti.

## Dzieła
- 1920 - Het oordeel van Olga (sztuka teatralna)
- 1923 - Mama's kind, (dramat)
- 1924 - De doode rat, (dramat)
- 1925 - Looping te loop, (dramat)
- 1927 - Toneelgroei
- 1928 - Verloren paradijs, (dramat)
- 1930 - Miranda
- 1933 - Vader en ik, (powieść)
- 1935 - Pruiken, (powieść)
- 1936 - Het toneel na Ibsen
- 1937 - Mijn gevangene, (nowela)
- 1938 - Toneeldagboek  1928-1938 (tom dramatów)
- 1939 - Negentien jaar, (dramat)
- 1940 - Mevrouw Pilatus, (powieść)
- 1941 - Peter en Adinda, (dramat)
- 1947 - Christine Lafontaine, (powieść)
- 1948 - Marilou, (powieść)
- 1950 - Jeanne d' Arc, (kronika)
- 1950 - Wij zijn geen heiligen, (powieść)
- 1951 - De hemel boven het moeras, (powieść)
- 1952 - Paula van Berkenrode, (powieść)
- 1952 - De leeuwen dansen!, (kronika)
- 1954 - De nacht van Nadine, (powieść)
- 1954 - Mijn tweede leven, (powieść)
- 1955 - Wat nu, Marilou?, (powieść)
- 1962 - Jean du Parc Omnibus 1
- 1975 - Jean du Parc Omnibus 2